# Resolutie 2295 Veiligheidsraad Verenigde Naties
Resolutie 2295 van de Veiligheidsraad van de Verenigde Naties werd unaniem door de VN-Veiligheidsraad aangenomen op 29 juni 2016. De resolutie verlengde de VN-vredesmacht in Mali verder met een jaar, en breidde deze uit met 2500 manschappen.
Frankrijk, dat ook zelf een militaire missie in Mali had, en de Verenigde Staten stelden dat de versterking de vredesmacht in staat stelde zich aan te passen aan de "uitzonderlijke omstandigheden" waarin ze moest werken, en om te gaan met de "asymmetrische bedreigingen" in Mali. Rusland was het daar niet mee eens, en zei dat andere landen bewust de vage term "asymmetrische bedreigingen" hanteerden om het gebruik van geweld te rechtvaardigen. De missie in Mali moest zich aan de principes van vredeshandhaving houden. Ook Uruguay waarschuwde dat het niet de taak van een vredesmacht is om tegen terroristen te vechten.
Mali zelf had meer ondersteuning voor het eigen leger en antiterreuroperaties gevraagd, en was dus wel tevreden met de versterking.

## Achtergrond
Sedert de jaren 1990 hadden de Toearegs in het noorden van Mali hun eigen bestuurlijke zone. Zij probeerden al langer hun regio Azawad los te maken van Mali, maar enkele gevechten in 2006 leidden tot een akkoord met de regering. Na de Libische burgeroorlog in 2011 keerden velen van hen die voor Qadhafi hadden gevochten zwaar bewapend terug naar Mali. Ze begonnen er een veroveringstocht om er gewapenderhand het noorden van het land in te nemen. De regering en het leger konden hen niet de baas en na maanden van ontevredenheid over leiding en uitrusting pleegden soldaten een staatsgreep, waarbij ook president Touré werd verjaagd. Zij richtten een comité voor het herstel van de democratie op, maar droegen de macht over aan een overgangsregime onder leiding van de parlementsvoorzitter na onderhandelingen met de ECOWAS.
In januari 2013 zetten islamitische rebellen opnieuw een offensief naar het zuiden in. Franse grondtroepen ondersteund door troepen uit verschillende Afrikaanse landen zetten een tegenoffensief in en dreven hen terug naar het noorden. In april 2013 werd door middel van resolutie 2100 besloten om een VN-vredesmacht naar het land te zenden.
In juni 2015 werd onder internationale druk een vredesakkoord getekend tussen de regering en twee rebellenallianties, maar dit bleef grotendeels dode letter. Gedurende de jaren daarop verspreidden extremistische militanten zich over de andere landen in de Sahel.

## Inhoud
De Malinese regering en de rebellenallianties Plateforme d'Alger en Coordination des mouvements de l’Azawad werd gevraagd de haperende uitvoering van het vredesakkoord uit medio 2015 te versnellen. Daarbij waren vooral de institutionele decentralisatie en hervorming van leger en politie van belang. Inmiddels was ook een grondwetsreferendum gepland, waarmee onder meer een senaat zou worden opgericht. De Veiligheidsraad hield gerichte sancties achter de hand voor hen die dit in de weg stonden en het staakt-het-vuren schonden. De overheid zou, met de nieuwe Malinese Defensie- en Veiligheidsmacht, geleidelijk aan haar gezag over heel het land herstellen.
Het mandaat van de MINUSMA-vredesmacht in Mali werd verlengd tot 30 juni 2017. Secretaris-generaal Ban Ki-moon werd gevraagd snel meer middelen in te zetten. Het troepenplafond werd opgetrokken tot 13.289 militairen en 1920 agenten. Het beschermen van de bevolking en de uitvoering van het mandaat tegen asymmetrische bedreigingen – met name aanvallen door terroristen – werden opgenomen in het mandaat. De Franse troepen in Mali kregen opnieuw toestemming om tussen te komen als zich een ernstige bedreiging voordeed.
Lijst ·  2260 ·  2261 ·  2262 ·  2263 ·  2264 ·  2265 ·  2266 ·  2267 ·  2268 ·  2269 ·  2270 ·  2271 ·  2272 ·  2273 ·  2274 ·  2275 ·  2276 ·  2277 ·  2278 ·  2279 ·  2280 ·  2281 ·  2282 ·  2283 ·  2284 ·  2285 ·  2286 ·  2287 ·  2288 ·  2289 ·  2290 ·  2291 ·  2292 ·  2293 ·  2294 ·  2295 ·  2296 ·  2297 ·  2298 ·  2299 ·  2300 ·  2301 ·  2302 ·  2303 ·  2304 ·  2305 ·  2306 ·  2307 ·  2308 ·  2309 ·  2310 ·  2311 ·  2312 ·  2313 ·  2314 ·  2315 ·  2316 ·  2317 ·  2318 ·  2319 ·  2320 ·  2321 ·  2322 ·  2323 ·  2324 ·  2325 ·  2326 ·  2327 ·  2328 ·  2329 ·  2330 ·  2331 ·  2332 ·  2333 ·  2334 ·  2335 ·  2336